# Erlanger (cràter)
Erlanger és un cràter d’impacte molt profund que es troba a prop del Pol Nord de la Lluna. Està situat entre els cràters Peary i Byrd, molt a prop de la vora d’aquest últim.

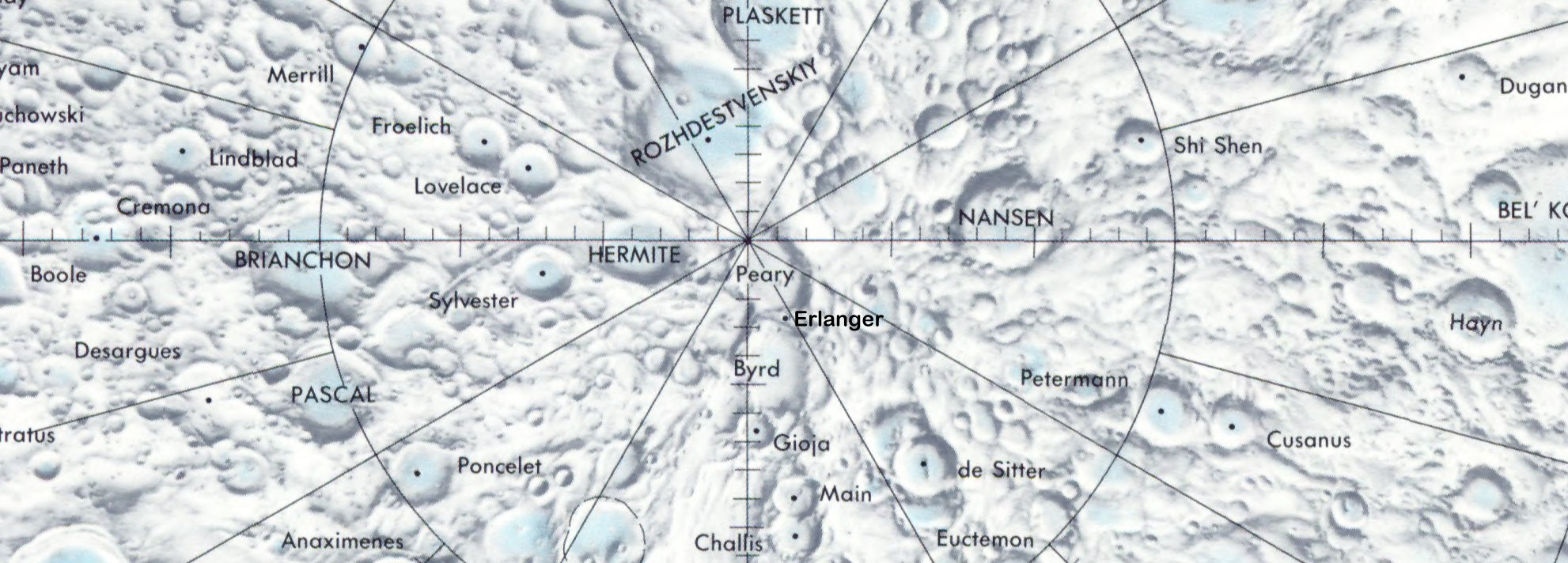
Localització d'Erlanger (centre de la imatge)
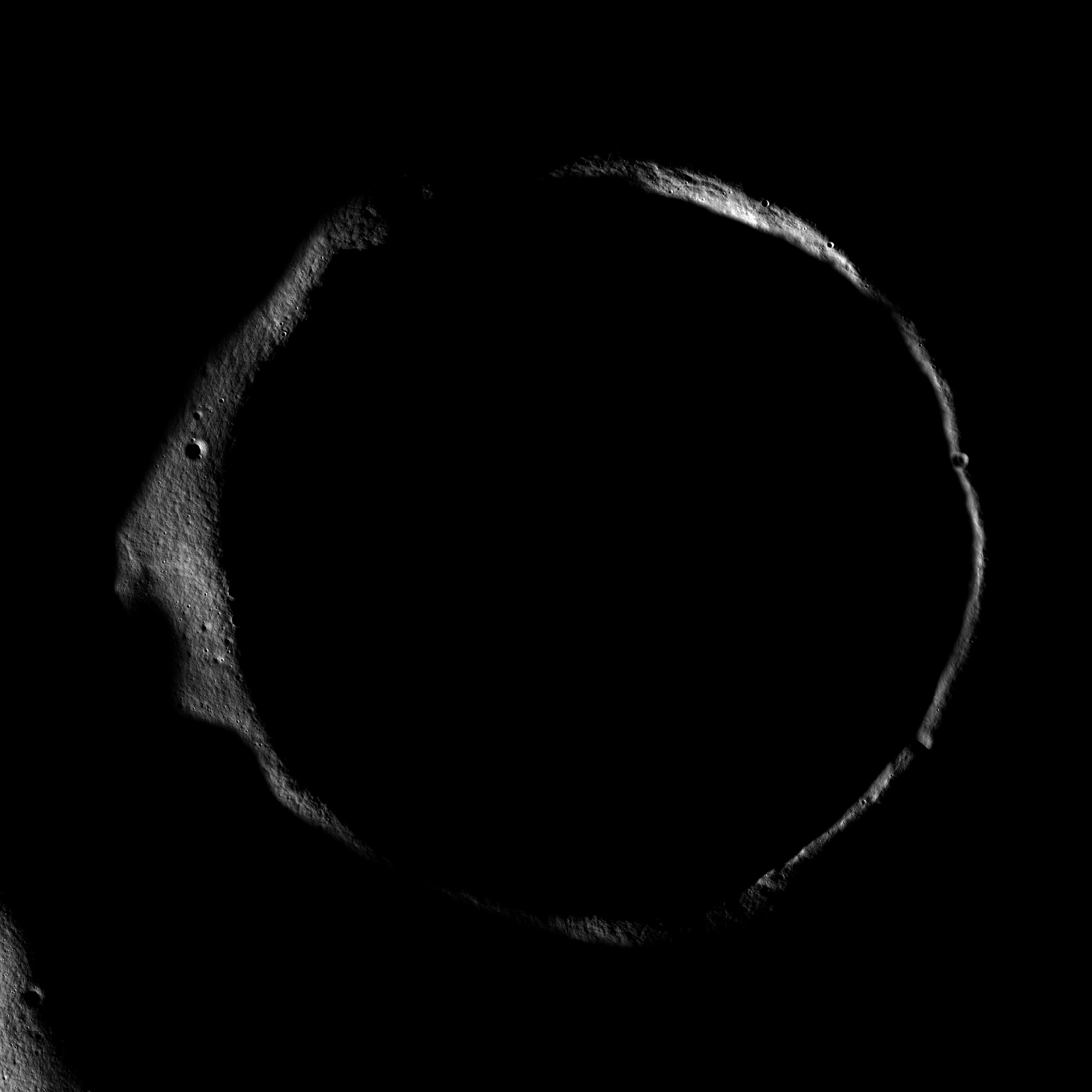
Imatge de la càmera d’angle estret del LRO del cràter Erlanger a la sortida del Sol local

A causa de la seva posició i la seva profunditat, atès que l'eix de la Lluna només està inclinat al voltant de 1,5 graus, la llum solar poques vegades il·lumina el seu interior, de manera que es creu que en el seu fons hi pugui haver acumulat gel.

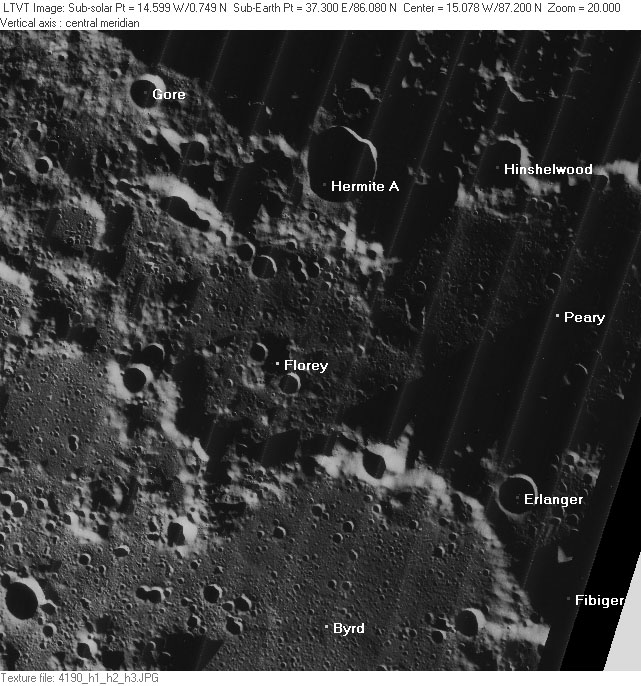
Localització d'Erlanger (quadrant inferior dret de la imatge). Fotografia de la missió Lunar Orbiter 4
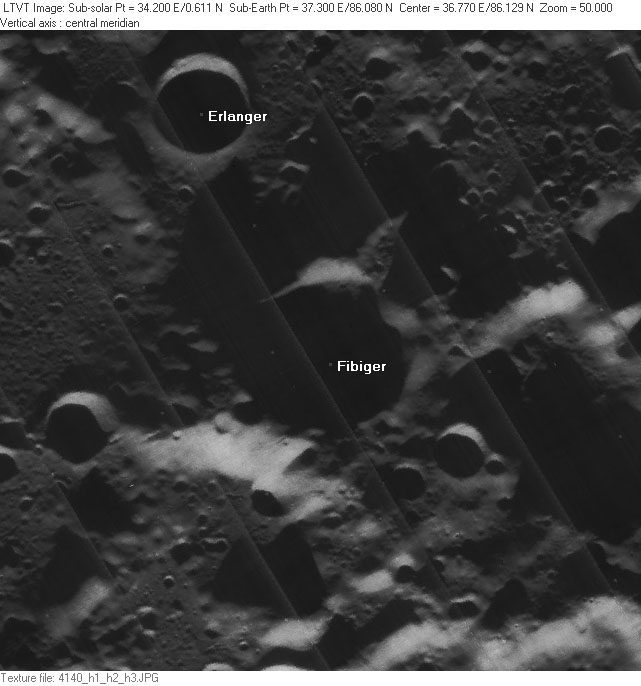
Imatge del LRO 4

El cràter va rebre el seu nom juntament amb altres 18 cràters el 22 de gener de 2009 per decisió de la UAI. Va ser nomenat en memòria del fisiòleg estatunidenc i guanyador del Premi Nobel el 1944 Joseph Erlanger.